# The Tinted Venus
The Tinted Venus è un film muto del 1921 diretto da Cecil M. Hepworth. La sceneggiatura è basata sul romanzo di F. Anstey che, nel 1948, diede spunto anche a Il bacio di Venere, un noto film interpretato da Ava Gardner nel ruolo di Venere.

## Trama
Una statua di Venere prende vita e cerca di adescare un barbiere.

## Produzione
Il film fu prodotto dalla Hepworth.

## Distribuzione
Distribuito dalla Hepworth, il film uscì nelle sale cinematografiche britanniche nell'aprile 1921.
Si pensa che sia andato distrutto nel 1924 insieme a gran parte degli altri film della Hepworth. Il produttore, in gravissime difficoltà finanziarie, pensò in questo modo di poter almeno recuperare l'argento dal nitrato delle pellicole.